# Râul Luncașu
Râul Luncașu este un curs de apă, afluent al râului Cristești. 